# Język panońsko-słowiański
Język panońsko-słowiański – rekonstruowany język słowiański lub dialekt języka prasłowiańskiego, który był używany przez Słowian panońskich na terenie dzisiejszych Węgier i był ogniwem spajającym języki zachodniosłowiańskie z południowosłowiańskimi.
Slawizmy, pochodzące głównie z języka panońsko-słowiańskiego, stanowią dziś około 10% słownictwa języka węgierskiego, co jest porównywalne z udziałem leksyki rodzimej, a przewyższa udział leksyki pochodzenia tureckiego czy germańskiego. Te zapożyczenia, a także nazwy miejscowe  pochodzenia słowiańskiego są głównym źródłem rekonstrukcji języka panońskich Słowian.

## Obszar użycia
Najpewniej na skutek zmieszania się dialektów pochodzących z różnych fal migracji Słowian powstało specyficzne koiné używane na obszarze Niziny Panońskiej, które to stało się bezpośrednim źródłem pożyczek do języka węgierskiego. Można przypuszczać, że powstało ono jeszcze przed przyjściem Węgrów do Panonii, w czasach istnienia państwa Awarów.
Język panońsko-słowiański uważa się za jedną z możliwych przyczyn występowania południowosłowiańskich cech fonetycznych w dialekcie środkowosłowackim.

## Cechy językowe
Pod względem cech fonetycznych język panońsko-słowiański był bliski sąsiadującym od północy gwarom słowackim i od południa kajkawskim. Brak jest szczególnych, charakterystycznych tylko dla panońskiej słowiańszczyzny cech fonetycznych, wszystkie z nich nawiązują do języków zachodniosłowiańskich lub południowosłowiańskich.

### Akcent
Akcent nie był ustalony na pierwszą sylabę wyrazu, jak w dzisiejszych językach czeskim i słowackim, lecz mógł padać na dowolną sylabę i to akcentowana sylaba decydowała o harmonii wokalicznej zapożyczanego do węgierskiego wyrazu, np. ebéd < psł. *obě̋dъ. Długość samogłosek w zapożyczeniach wskazuje także na to, że stary akut wzdłużał samogłoski, np. rák < psł. *ra̋kъ, máz < psł. *ma̋zь, barát < psł. *bra̋tъ.

### Samogłoski
Prasłowiańskie *a jest w zapożyczeniach poza wygłosem stale oddawane przez á, np. barát < pan.-sł. *brat < psł. *bratъ, co świadczy o tym, że była to samogłoska przednia zbliżona do [a].
Prasłowiańskie *o jest poza wygłosem oddawane przez a (węg. /ɒ/), co świadczy o tym, że była to samogłoska tylna å (typu [ɑ] lub [ɒ]), np. szombat < pan.-sł. sųbåta < psł. *sǫbota.
Głoska jać *ě dała zwykle é, np. széna < psł. *sěno, ne̋met < psł. *němьcь, co świadczy o jej przymkniętym charakterze typu [e], w porównaniu do *e, które dało szerokie [ɛ], np. megye < psł. *meďa, o czym świadczy oddawanie go w starowęgierskim przez ä.
Słabe jery wcześnie zanikły, choć na ich miejscu często pojawiały się wtórne samogłoski wynikłe z powstania trudnych grup spółgłoskowych, np. kapor < psł. *koprъ, jászol < psł. *jasli. Jery mocne *ъ i *ь zwokalizowały się odpowiednio do stwęg. u i i, co dało we współczesnym węgierskim o i ë, np. rozs < psł. *rъžь, lën < psł. *lьnъ.
Samogłoski nosowe *ǫ i *ę dały panońsko-słowiańskie *ų i *į. Są bogato reprezentowane w zapożyczeniach, na ogół odpowiadają stwęg. un i in oraz współczesnym on i ën, np. obroncs < psł. *obrǫčь, pisztráng < śrwęg. pisztrong < psł. *pьstrǫgъ, dial. pëntëk < psł. *pętъkъ (lit. péntëk jest wtórne). Mimo to spotyka się liczne przykłady utraty rezonansu nosowego, szczególnie przed spółgłoskami szczelinowymi, np. guszar < pan.-sł. *guser < psł. *gǫserъ, śrwęg. kenez < pan.-sł. *kъnèz lub *kъněz’ < psł. *kъnędzь.
Tam samym panońsko-słowiański system samogłoskowy można rekonstruować następująco:
|                | przednie    | centralne | tylne       |
| -------------- | ----------- | --------- | ----------- |
| przymknięte    | i (<*i, *ь) | ɨ (<*y)   | u (<*u, *ъ) |
| półprzymknięte | e (<*ě)     |           |             |
| półotwarte     | ɛ (<*e)     |           |             |
| otwarte        | a (<*a)     |           | ɑ (<*o)     |

|             | przednie | tylne   |
| ----------- | -------- | ------- |
| przymknięte | ĩ (<*ę)  | ũ (<*ǫ) |

### Sonanty
Grupy *TorT, *TolT, *TerT, *TelT dały odpowiednio *TraT, *TlaT, *TrěT, *TlěT, jak w językach południowosłowiańskich i grupie czesko-słowackiej, por. barázda < psł. *borzda i barát < psł. *bratъ, kalász < psł. *kolsъ i palást < psł. *plaščь, szërda < psł. *serda i ësztërha < psł. *strěxa. Obraz kontynuantów sonantów został zaciemniony na gruncie węgierskim przez węgierską tendencję do rozbijania nagłosowych grup spółgłoskowych, jednak jeszcze lepiej przestawkę ilustruje Nógrád < psł. *novъ gordъ (por. słow. Novohrad) oraz toklász < psł. *stokolsъ.
Z obszarem zachodniosłowiańskim łączy rozwój grup *orT i *olT pod intonacją cyrkumfleksową, które rozwinęły się do *roT i *loT, np. rab < pan.-sł. *rob < psł. *orbъ, ladik < pan.-sł. *lod- < psł. *oldьji.

### Spółgłoski
Prasłowiańskie *v najwyraźniej zachowało swój charakter półsamogłoski, o czym świadczą przykłady wokalizacji, np. oláh ‘Rumun’ < stwęg. *uláh < pan.-sł. *wlax < psł. volxъ czy dial. lóka ‘ławka’ < pan.-sł. *lawka < psł. *lavъka. W pozostałych przypadkach *v przybrało charakter spółgłoski.
W zapożyczeniach brak oznak palatalizacji w grupie *-lь, np. ace̋l < pan.-sł. *ocel < psł. *ocělь. Z drugiej strony *-l- kontrastowało z pochodzącym z jotacji *-l’-, por. moly< pan.-sł. *mol’ < psł. *moľь.
Grupa *dl oddawana jest przez ll, np. villa < psł. *vidla, silla < psł. *šidlo, gërlice < psł. *gъrdlica. Przykładów na *tl brak. Zmiana *dl (*tl) > ll musiała zajść jeszcze na gruncie panońsko-słowiańskim.
Zachowane zostało epentyczne -l’-, np. gereblye ‘grabie’ < pan.-sł. *grebl’a < psł. *grebja.
Druga palatalizacja spółgłosek tylnojęzykowych najwidoczniej przebiegła według południowosłowiańskiego wzorca, o czym świadczy olasz ‘Włoch’ < pan.-sł. *wlasi < psł. *volsi.
Kontynuanty prasłowiańskich *ť (<*tj, *kt) i *ď (<*dj) są niejednoznaczne – spotyka się kontynuanty typu ť oraz ď (węg. ty i gy), np. dial. kútya < psł. *kǫťa, lengyel < śrwęg. lengyen < *psł. lęďanъ, a także št i žd (węg. st i zsd), np. mostoha < psł. *maťexa, Pest < psł. *peťь, rozsda < psł. *rъďa, także č jak w szërëncse < psł. *sъręťa. Może to przemawiać za rekonstrukcją kontynuantów psł. *ť i *ď jako šť oraz žď – takie grupy spółgłoskowe (które miałyby być pośrednim stadium rozwoju bułgarskich št i žd) mogły dać węgierskie ty i gy po samogłosce długiej i spółgłosce, zaś st i zsd po samogłosce krótkiej.

### Inne
Sądzi się, że do języka węgierskiego zapożyczono także wiele konstrukcji językowych, jak np. hálát ad ‘dziękować’, hála od psł. *xvala, por. scs. въздати хвалѫ ‘podziękować, dosł. oddać dzięki’.

## Zróżnicowanie dialektalne
András Zoltán przypuszcza, że obok narzecza o opisanych wyżej cechach, w Panonii musiał istnieć też blisko spokrewniony dialekt o mocniej wyrażonych cechach południowych, jak przejście *dl > *l (a nie *ll), np. nyoszolya < pan.-sł. *nosilo < psł. *nosidlo, grupa *raT zamiast *roT, np. arch. rászt < pan.-sł. *rast < psł. *orstъ czy *št na miejscu ť, np. nyüst < pan.-sł. *ništ < psł. *niťi. Szczególnie ostatnia cecha miałaby zbliżać ten dialekt do dialektów bułgarskich. Dobrym przykładem może być pest < pan.-sł. *pešt < psł. *peťь, przechowane np. w nazwie Pesztu, które jako wyraz pospolity oznacza też jaskinię (por. pol. piec i pieczara), jednak w językach słowiańskich takie znaczenie jest wyłączne językowi bułgarskiemu, co w połączeniu z bułgarską fonetyką tego wyrazu jest silnym argumentem za bułgarskim charakterem przynajmniej części obszaru panońsko-słowiańskiego.